# Belasting (elektrotechniek)
Een belasting (ook: last) is een algemene aanduiding voor een elektrisch element dat aangesloten is op een spanningsbron of stroombron en daaruit elektrische stroom verbruikt. Het element kan een lamp zijn of een elektrische kachel, maar ook een apparaat zoals een computer. In de vaktaal wordt belasting gebruikt voor de grootte van de elektrische stroom.

## Gebruik
De nadruk ligt op het feit dat de spanningsbron wordt belast en dus stroom levert en onder die omstandigheden naar behoren functioneert. Een versterker dient stabiel te blijven, een batterij of accu moet niet overbelast raken, de zekering moet heel blijven, enzovoort. De functie die het apparaat of de component vervult is van ondergeschikt belang, ze zijn onderling uitwisselbaar. Belangrijk is dat de belasting geschikt is voor de bron waarop deze is aangesloten, dus spanning en stroom blijven binnen veilige grenzen. Bij wisselspanning dient de impedantie de juiste waarde te hebben.

## Soorten belasting
Men onderscheidt verschillende soorten belasting, aangeduid met de gebruikscategorie:
- Ohmse belasting: de impedantie (weerstand) is onafhankelijk van de frequentie van de elektrische spanning
- Inductieve belasting: bij toenemende frequentie neemt de impedantie toe (zie spoel)
- Capacitieve belasting: bij toenemende frequentie neemt de impedantie af (zie condensator)

In sommige situaties waarin de inductieve of capacitieve component een storend element is, wordt de aard van de belasting door toevoeging van een component meer ohms, d.w.z. minder frequentieafhankelijk,  gemaakt.

## Voorbeelden
- Luidsprekers: meestal een inductieve belasting (van de versterker)
- Accu (van de acculader)
- Lamp: een ohmse belasting (van bijvoorbeeld het lichtnet, van de dynamo of van de USB-poort)
- Boormachine (van de accu)